# Championnat d'Europe féminin de volley-ball des moins de 19 ans 2014
 (août 2018).
Navigation
Turquie 2012 2016
Le 24e championnat d'Europe de volley-ball féminin des moins de 19 ans (Juniors) se déroulera du 16 au 24 août 2014 à Tartu (Estonie) et Tampere (Finlande).

## Équipes qualifiées
| - Estonie (Pays Organisateur) - Finlande (Pays Organisateur) - Italie (1er Groupe A TQCE) - Serbie (1er Groupe B TQCE) - Turquie (1er Groupe C TQCE) - Bulgarie (1er Groupe D TQCE) | - Slovénie (1er Groupe E TQCE) - Belgique (1er Groupe F TQCE) - Tchéquie (1er Groupe G TQCE) - Pays-Bas (1er Groupe H TQCE) - Russie (1er Groupe I TQCE) - Grèce (Meilleur 2d 3e tour TQCE) |

### Classement poules de qualification
| Poule A                                        | Poule B                            | Poule C                                        | Poule D                                             | Poule E                                              | Poule F                                         | Poule G                                                | Poule H                                     | Poule I                                       |
| ---------------------------------------------- | ---------------------------------- | ---------------------------------------------- | --------------------------------------------------- | ---------------------------------------------------- | ----------------------------------------------- | ------------------------------------------------------ | ------------------------------------------- | --------------------------------------------- |
| Site : Pescara Italie Pologne Espagne Danemark | Site : Ruma Serbie France Lettonie | Site : Rovinj Turquie Croatie Norvège Portugal | Site : Samokov Bulgarie Russie Autriche Azerbaïdjan | Site : Nova Gorica Slovénie Allemagne Israël Hongrie | Site : Kalamata Belgique Grèce Suisse Slovaquie | Site : Arnhem Rép tchèque Pays-Bas Roumanie Monténégro | Site : Thônex Pays-Bas Grèce Croatie Suisse | Site : Moscou Russie Pologne France Allemagne |

## Déroulement de la compétition

### Tour préliminaire

#### Composition des poules
| Poule 1                                                      | Poule 2                                                         |
| ------------------------------------------------------------ | --------------------------------------------------------------- |
| Site : Tartu Bulgarie Estonie Serbie Tchéquie Pays-Bas Grèce | Site : Tampere Belgique Finlande Italie Slovénie Turquie Russie |

#### Poule 1
| # | Équipe   | Pts | J | G | Gt | Pt | P | Sp | Sc | Ratio | Pp | Pc | Ratio |
| 1 | Bulgarie | 0   | 0 | 0 | 0  | 0  | 0 | 0  | 0  | MAX   | 0  | 0  |       |
| 2 | Estonie  | 0   | 0 | 0 | 0  | 0  | 0 | 0  | 0  | MAX   | 0  | 0  |       |
| 3 | Serbie   | 0   | 0 | 0 | 0  | 0  | 0 | 0  | 0  | MAX   | 0  | 0  |       |
| 4 | Tchéquie | 0   | 0 | 0 | 0  | 0  | 0 | 0  | 0  | MAX   | 0  | 0  |       |
| 5 | Pays-Bas | 0   | 0 | 0 | 0  | 0  | 0 | 0  | 0  | MAX   | 0  | 0  |       |
| 6 | Grèce    | 0   | 0 | 0 | 0  | 0  | 0 | 0  | 0  | MAX   | 0  | 0  |       |

#### Poule 2
| # | Équipe   | Pts | J | G | Gt | Pt | P | Sp | Sc | Ratio | Pp | Pc | Ratio |
| 1 | Belgique | 0   | 0 | 0 | 0  | 0  | 0 | 0  | 0  | MAX   | 0  | 0  |       |
| 2 | Finlande | 0   | 0 | 0 | 0  | 0  | 0 | 0  | 0  | MAX   | 0  | 0  |       |
| 3 | Italie   | 0   | 0 | 0 | 0  | 0  | 0 | 0  | 0  | MAX   | 0  | 0  |       |
| 4 | Slovénie | 0   | 0 | 0 | 0  | 0  | 0 | 0  | 0  | MAX   | 0  | 0  |       |
| 5 | Turquie  | 0   | 0 | 0 | 0  | 0  | 0 | 0  | 0  | MAX   | 0  | 0  |       |
| 6 | Russie   | 0   | 0 | 0 | 0  | 0  | 0 | 0  | 0  | MAX   | 0  | 0  |       |

### Tour final

#### Classement 5-8
|  | Tour de classement | Tour de classement |  |  | 5e place  | 5e place  |
|  | Tour de classement | Tour de classement |  |  | 5e place  | 5e place  |
|  |                    |                    |  |  |           |           |
|  | 23.08.14,          | 23.08.14,          |  |  | 24.08.14, | 24.08.14, |
|  | 23.08.14,          | 23.08.14,          |  |  | 24.08.14, | 24.08.14, |
|  |                    |                    |  |  | 24.08.14, | 24.08.14, |
|  |                    |                    |  |  | 24.08.14, | 24.08.14, |
|  |                    |                    |  |  | 24.08.14, | 24.08.14, |
|  |                    |                    |  |  |           |           |
|  | 23.08.14,          |                    |  |  |           |           |
|  |                    |                    |  |  |           |           |
|  |                    |                    |  |  |           |           |
|  |                    |                    |  |  |           |           |
|  |                    |                    |  |  |           |           |
|  | 7e place           |                    |  |  |           |           |
|  |                    |                    |  |  |           |           |
|  | 24.08.14,          |                    |  |  |           |           |
|  |                    |                    |  |  |           |           |
|  |                    |                    |  |  |           |           |
|  |                    |                    |  |  |           |           |
|  |                    |                    |  |  |           |           |
|  |                    |                    |  |  |           |           |

#### Classement 1-4
|  | Demi-finales           | Demi-finales |  |  | Finale    | Finale    |
|  | Demi-finales           | Demi-finales |  |  | Finale    | Finale    |
|  |                        |              |  |  |           |           |
|  | 23.08.14,              | 23.08.14,    |  |  | 24.08.14, | 24.08.14, |
|  | 23.08.14,              | 23.08.14,    |  |  | 24.08.14, | 24.08.14, |
|  |                        |              |  |  | 24.08.14, | 24.08.14, |
|  |                        |              |  |  | 24.08.14, | 24.08.14, |
|  |                        |              |  |  | 24.08.14, | 24.08.14, |
|  |                        |              |  |  |           |           |
|  | 23.08.14,              |              |  |  |           |           |
|  |                        |              |  |  |           |           |
|  |                        |              |  |  |           |           |
|  |                        |              |  |  |           |           |
|  |                        |              |  |  |           |           |
|  | Match pour la 3e place |              |  |  |           |           |
|  |                        |              |  |  |           |           |
|  | 24.08.14,              |              |  |  |           |           |
|  |                        |              |  |  |           |           |
|  |                        |              |  |  |           |           |
|  |                        |              |  |  |           |           |
|  |                        |              |  |  |           |           |
|  |                        |              |  |  |           |           |

## Classement final
| Place              | Équipe |
| ------------------ | ------ |
| Médaille d'or      |        |
| Médaille d'argent  |        |
| Médaille de bronze |        |
| 4                  |        |
| 5                  |        |
| 6                  |        |
| 7                  |        |
| 8                  |        |
| 9                  |        |
| 10                 |        |
| 11                 |        |
| 12                 |        |

## Distinctions individuelles
- MVP :
- Meilleure marqueuse :
- Meilleure attaquante :
- Meilleure serveuse :
- Meilleure contreuse :
- Meilleure passeuse :
- Meilleure réceptionneuse :
- Meilleure libero :